# Josh Taylor (boxe anglaise)
Pour les articles homonymes, voir Josh Taylor.
Josh Taylor est un boxeur écossais né le 2 janvier 1991 à Édimbourg, Écosse.

## Carrière
Sa carrière amateur est principalement marquée par une médaille d'argent remportée aux jeux du Commonwealth de New Delhi en 2010 dans la catégorie poids légers et une médaille d'or 4 ans plus tard à Glasgow en super-légers. Il passe dans les rangs professionnels l'année suivante et enchaine 11 victoires consécutives dont 10 avant la limite, la dernière le 11 novembre 2017 face à l'ancien champion du monde Miguel Vazquez. Taylor continue sa série de victoires le 3 mars 2018 en battant Winston Campos par arrêt de l'arbitre au 3e round puis devient champion du monde des poids super-légers IBF le 18 mai 2019 après son succès aux points contre Ivan Baranchyk. Il affronte ensuite Regis Prograis, champion WBA de la catégorie, le 26 octobre 2019 et s'impose à nouveau aux points.
Josh Taylor conserve ses ceintures le 26 septembre 2020 en battant par KO au 1er round Apinun Khongsong puis réunifie les 4 principaux titres le 22 mai 2021 en dominant aux points José Carlos Ramírez, champion WBC et WBO. Il bat ensuite de peu aux points Jack Catterall le 26 février 2022. Taylor est destitué par la WBA le 14 mai 2022 puis laisse son titre WBC vacant le 1er juillet 2022 et celui de l'IBF le 24 août 2022. Il perd enfin son titre WBO le 10 juin 2023 après une défaite aux points contre Teófimo López.

## Palmarès amateur

### Jeux olympiques
- Battu en huitième de finale des jeux de 2012 à Londres, Angleterre

### Jeux du Commonwealth
- Médaille d'or en -60 kg en 2010 à New Delhi, Inde
- Médaille d'argent en -64 kg en 2014 à Glasgow, Écosse